# Incendies de 1988 à Yellowstone
Pour les articles homonymes, voir Yellowstone (homonymie).

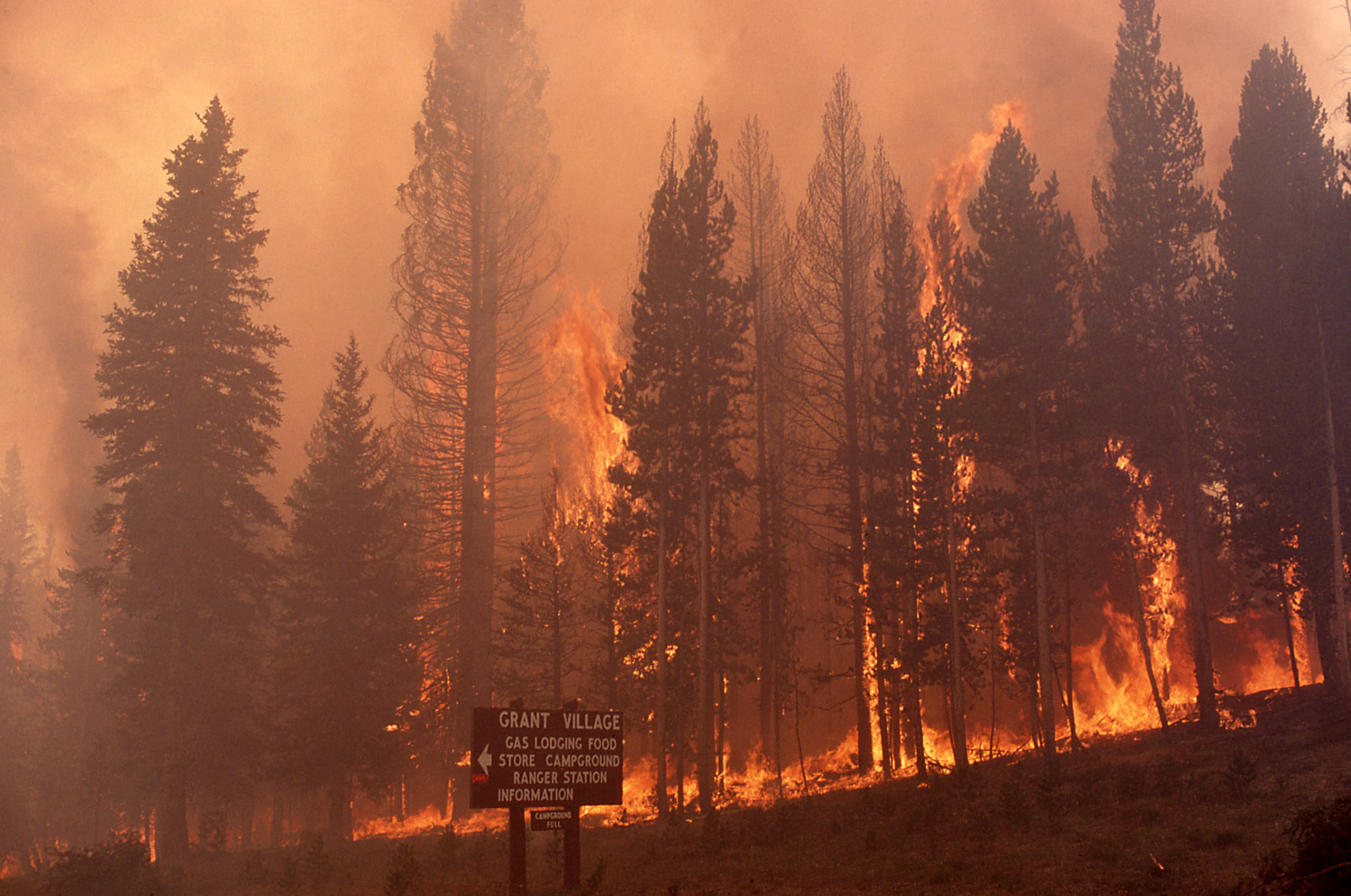
Incendies de 1988 à Yellowstone.

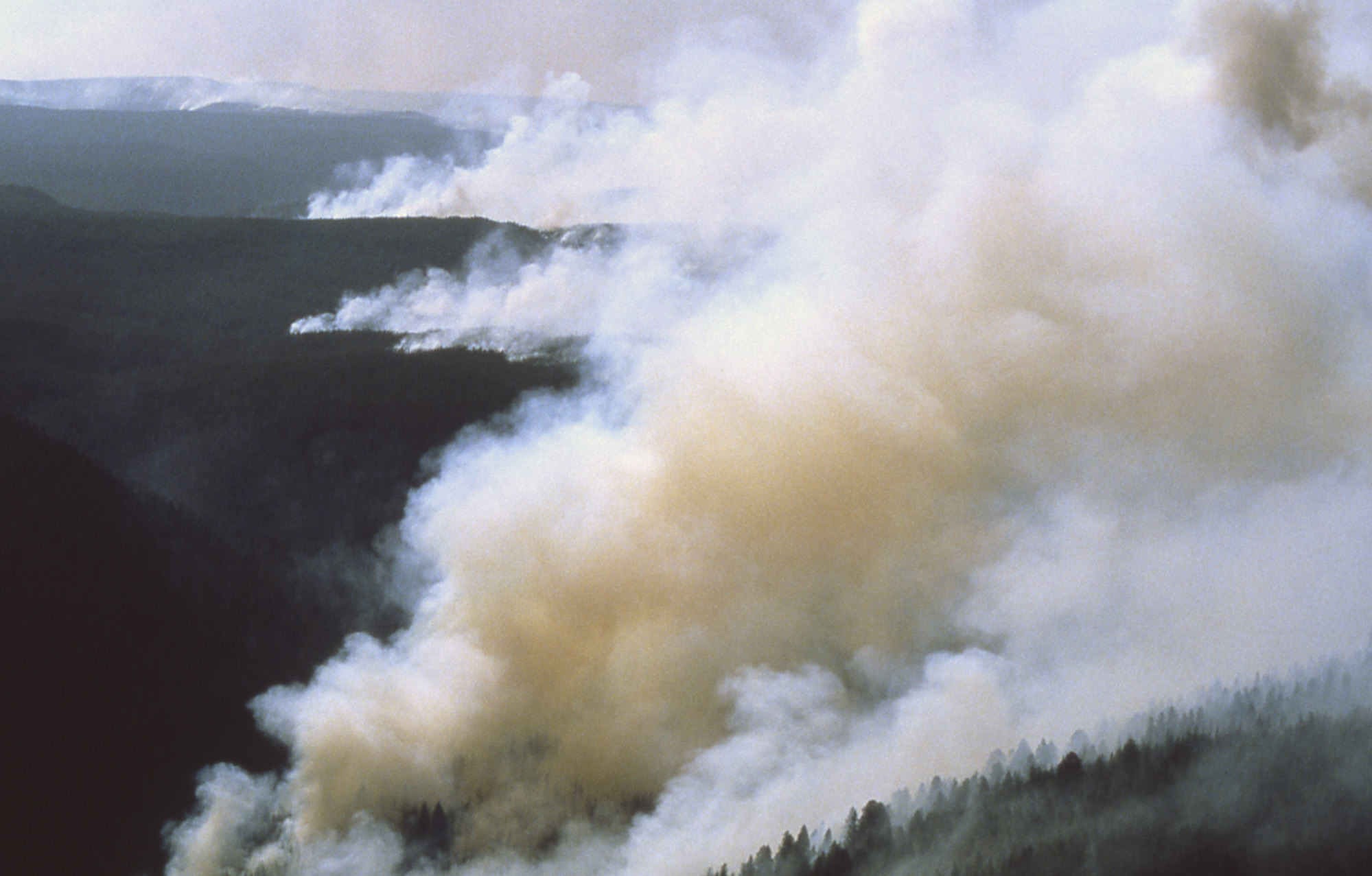
Incendies de 1988 à Yellowstone.

Les incendies de 1988 à Yellowstone sont les plus importants feux de forêt de l'histoire connue du parc national de Yellowstone, au nord-ouest du Wyoming aux États-Unis. Des nombreux petits feux de forêt individuels d'origine, les flammes se propagent rapidement et deviennent hors de contrôle, avec des vents croissants et une importante sécheresse. Combinés en un seul grand feu de forêt, il brûle pendant plusieurs mois, obligeant la fermeture du parc pour la première fois de son histoire. Seule l'arrivée d'un temps plus frais et humide à la fin de l'automne provoque la fin du feu de forêt. Un total de 3 213 km2, soit 36 % du parc, est touché. Tout l'écosystème du Yellowstone est alors altéré.

Évolution de la regénération végétale du parc national de Yellowstone (les zones touchées par l'incendie sont en rouge)
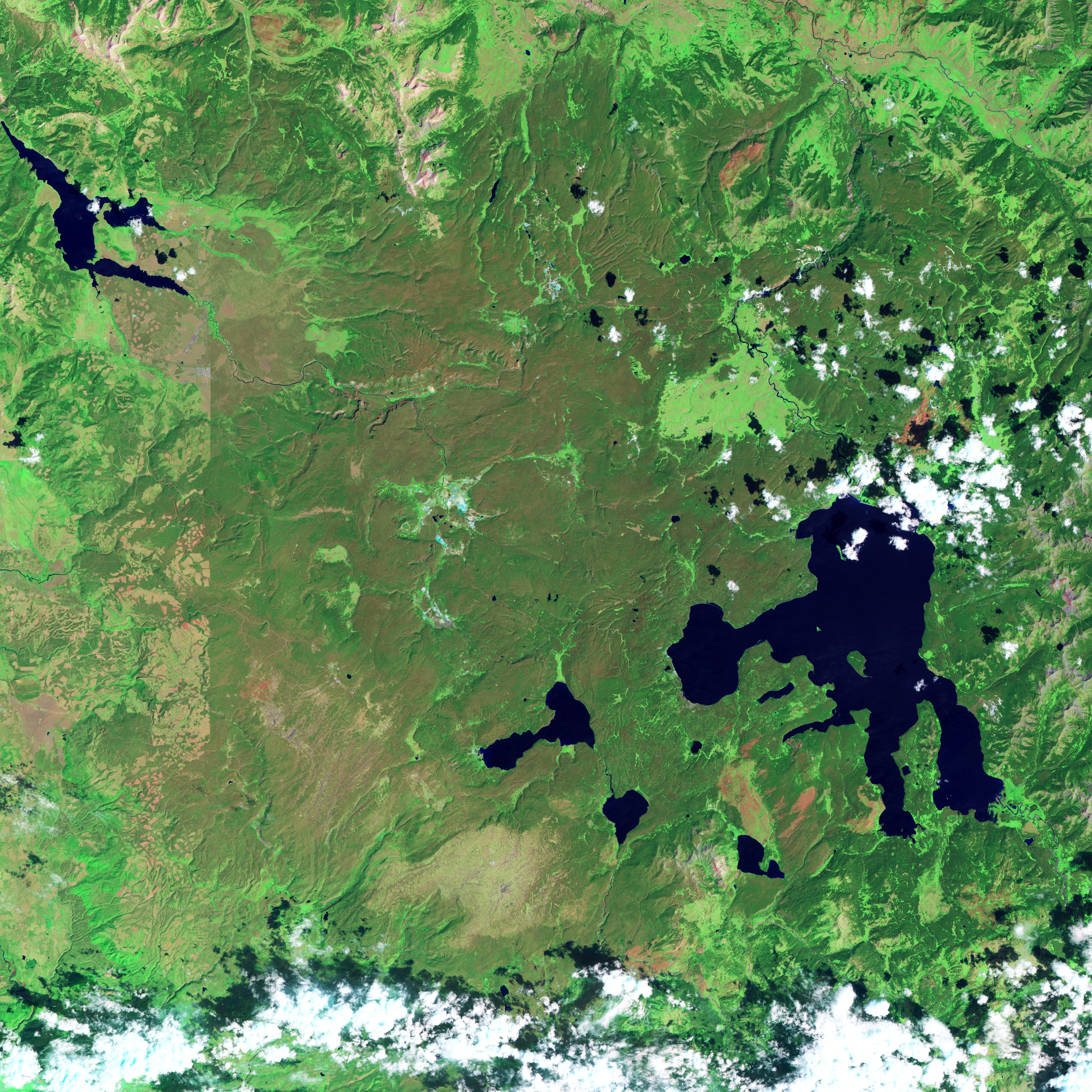
5 août 1987
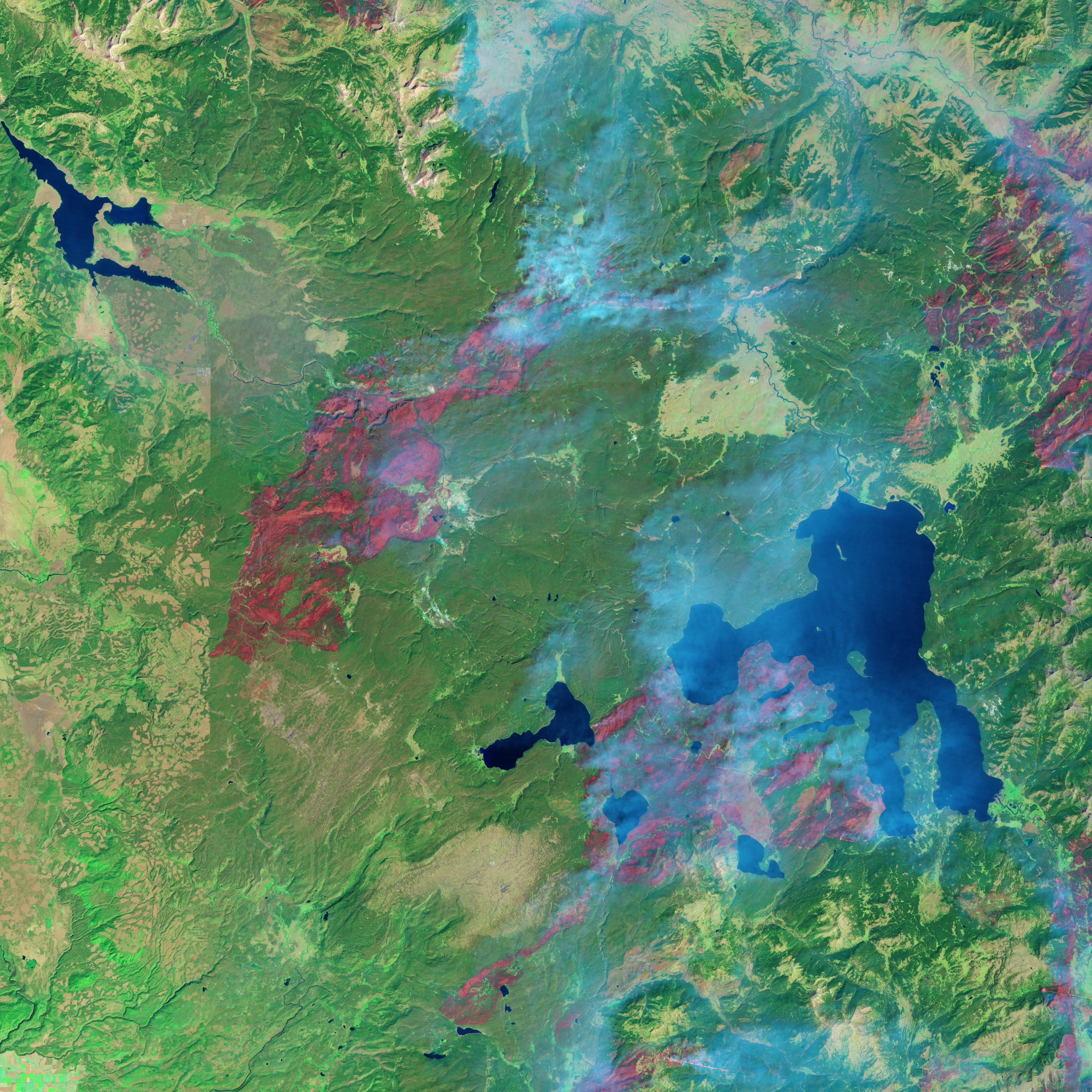
23 août 1988
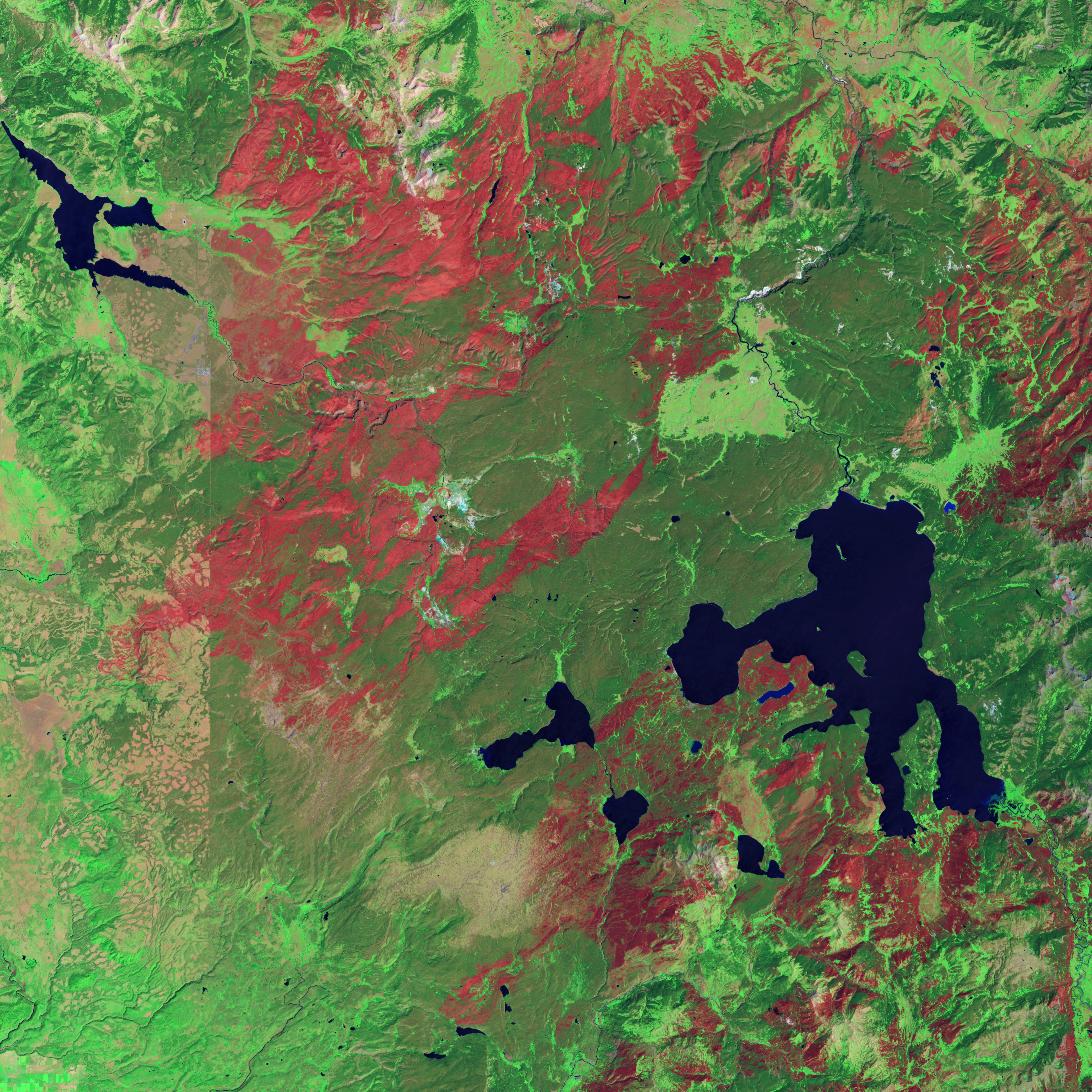
2 août 1989
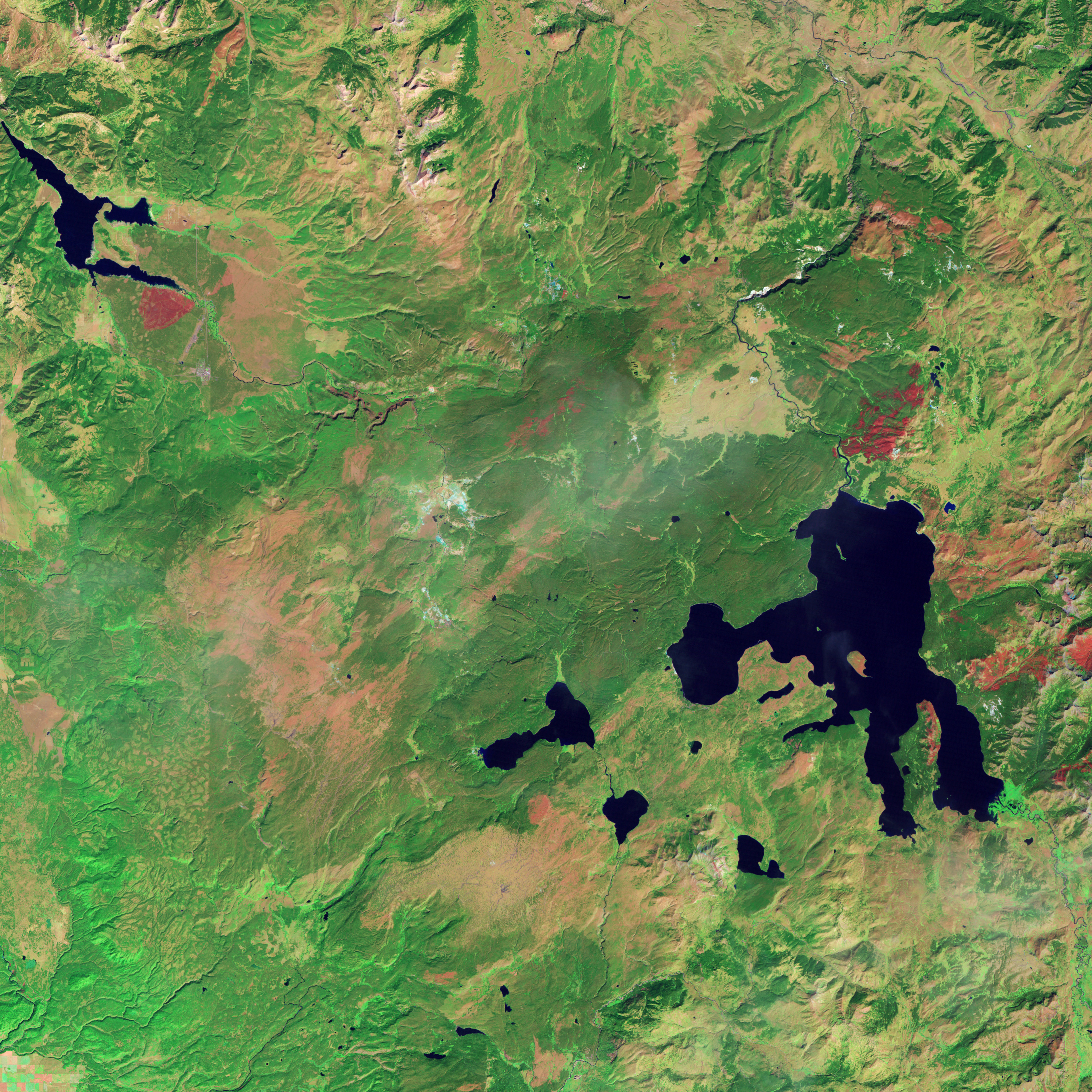
15 septembre 2008

Des milliers de pompiers combattent les flammes, assistés par des dizaines d'hélicoptères et d'avions bombardier d'eau. À l'apogée de l'effort de lutte contre l'incendie, plus de 9 000 pompiers sont assignés au parc, aucun pompier n'est mort en combattant les incendies. 

Pompiers lors des incendies de 1988 à Yellowstone
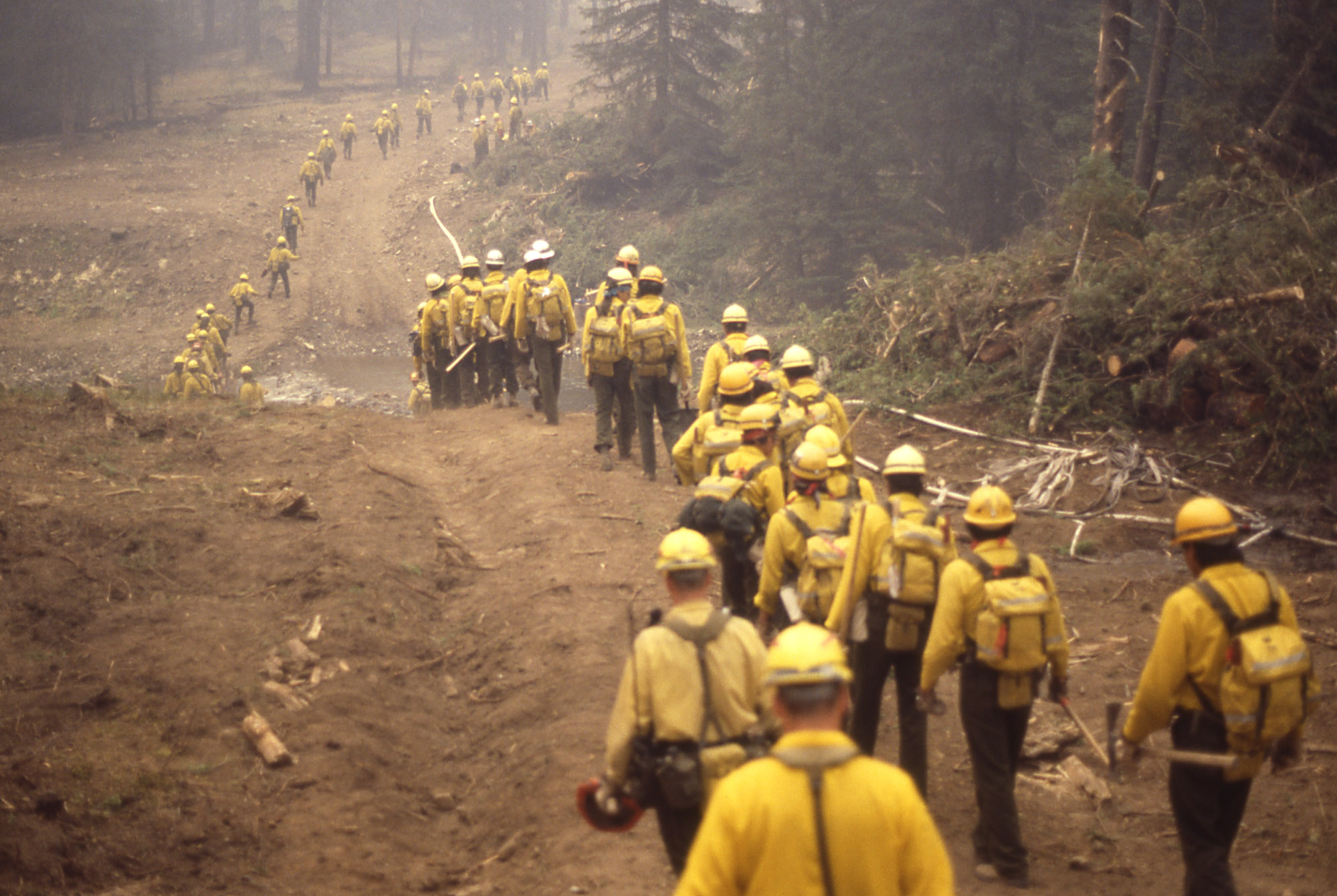
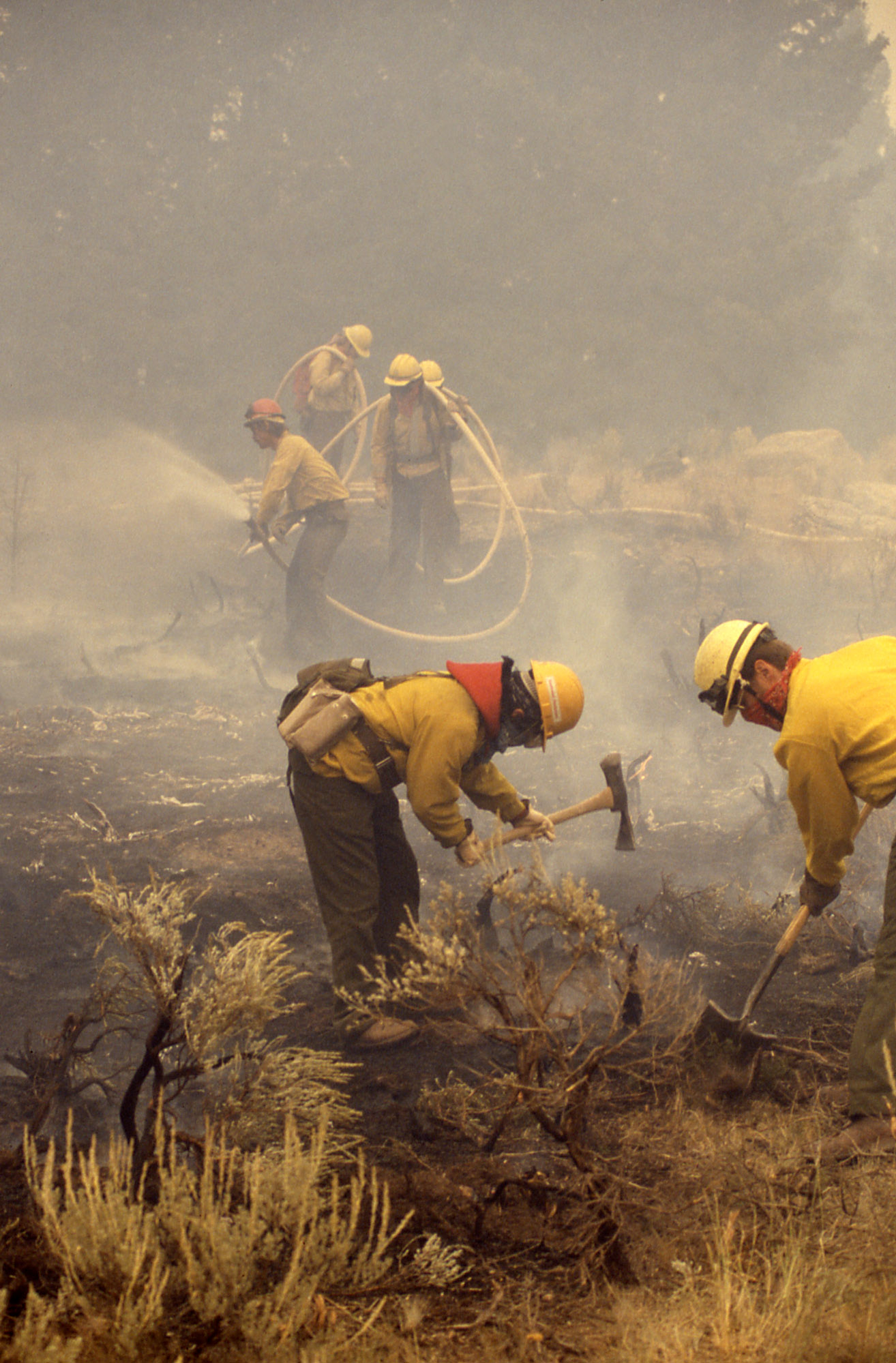
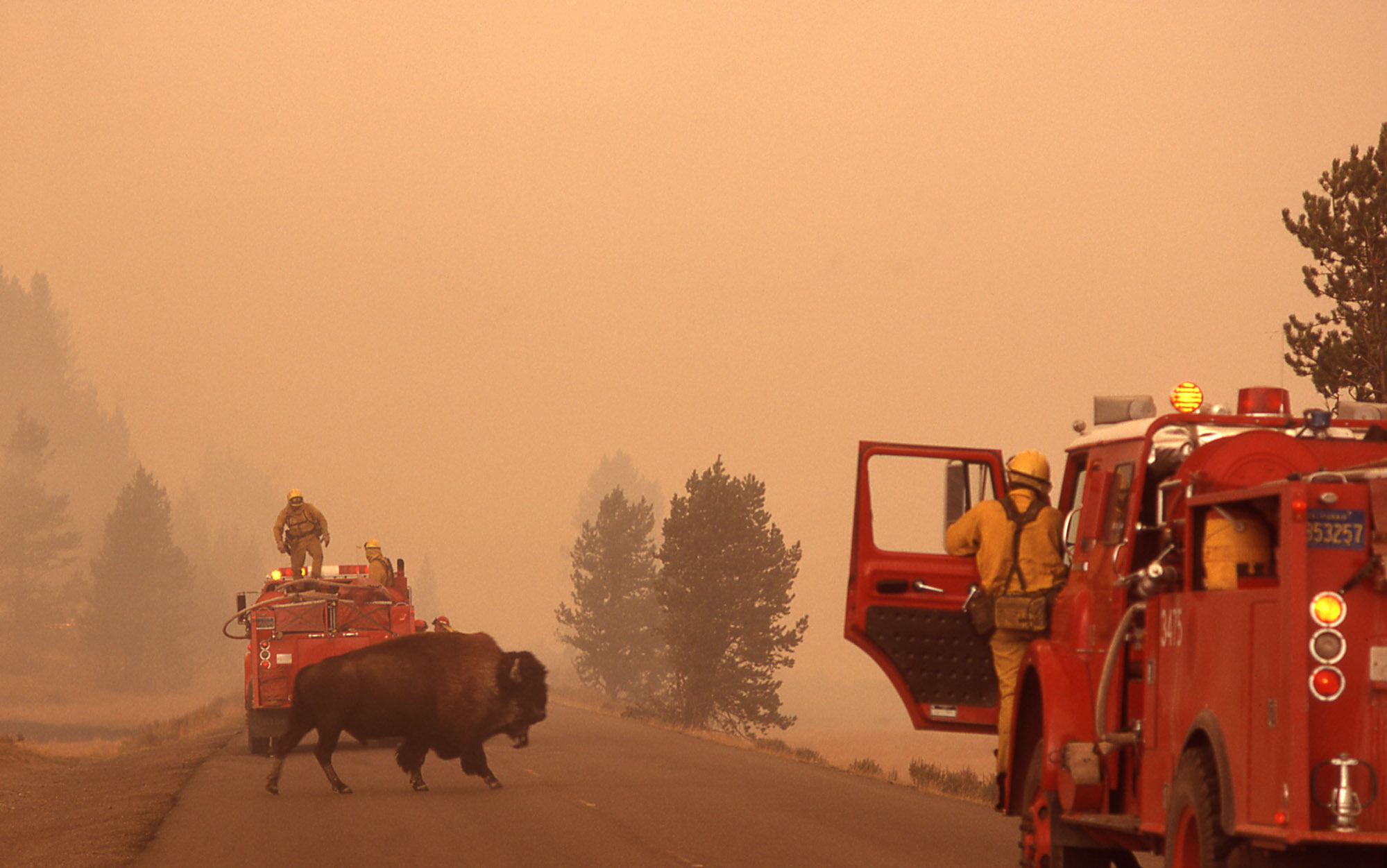
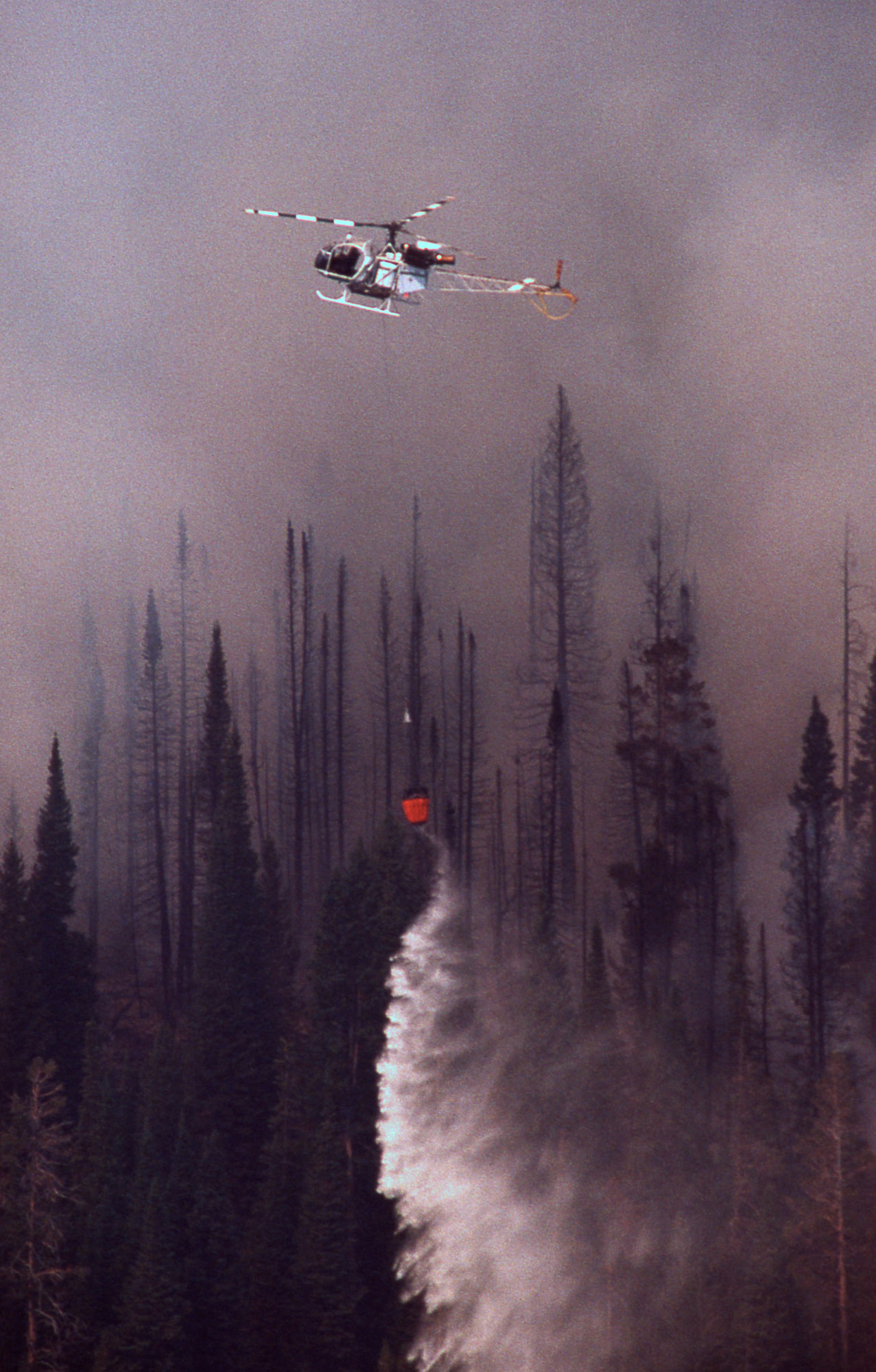